# ایر قرقیزستان

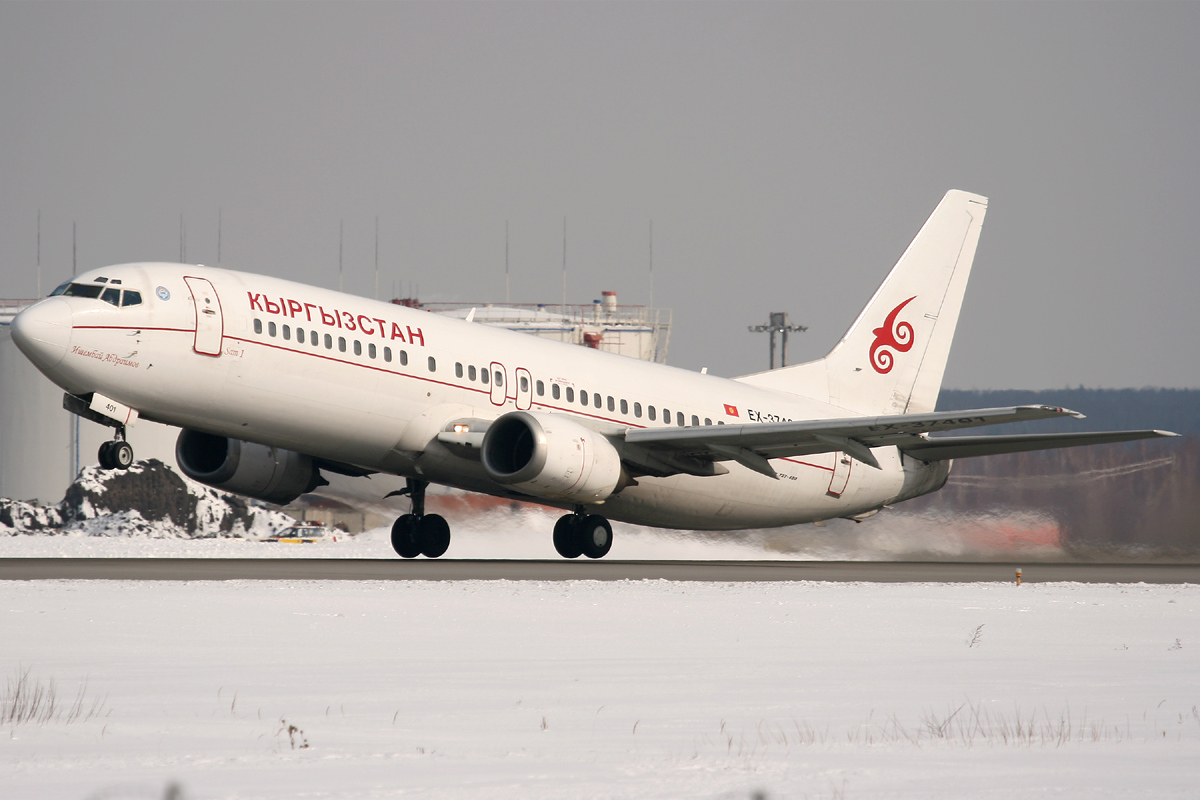
هواپیمای بوئینگ ۷۳۷ متعلق به ایر قرقیزستان

ایر قرقیزستان، (به انگلیسی: Air Kyrgyzstan) شرکت هواپیمایی حامل پرچم قرقیزستان است، که در سال ۱۹۹۹ در پی تفکیک از خطوط هواپیمایی آئروفلوت، تحت نام التاین ایر تأسیس شد، سپس در ماه ژوئیه ۲۰۰۶ به‌فرم فعلی تغییر نام پیدا کرد.
شرکت ایر قرقیزستان در حال حاضر روزانه به ۱۰ مقصد پروازهای مستقیم دارد. دفتر مرکزی این شرکت در شهر بیشکک، قرقیزستان قرار دارد و فرودگاه بین‌المللی مناس و فرودگاه اوش، قطب‌های این شرکت هواپیمایی به‌شمار می‌آیند. ایر قرقیزستان در حال حاضر در ناوگان هوایی خود، دارای ۵ فروند هواپیمای جت مسافربری می‌باشد.